# بید دندانک‌دار
بید دندانک‌دار (نام علمی: Salix denticulata) نام یک گونه از سرده بید است.